# Connie Britton
Pour les articles homonymes, voir Britton.
Constance Womack, ou Constance Britton depuis son mariage, dite Connie Britton, née le 6 mars 1967 à Boston, dans le Massachusetts, est une actrice et productrice américaine.
Principalement connue à la télévision, elle débute dans la sitcom politique acclamée Spin City (1996-2000), avant d'être révélée par la série dramatique Friday Night Lights (2006-2011), qui lui vaut notamment le Satellite Award de la meilleure actrice dans une série télévisée dramatique. 
Elle obtient ensuite l'un des premiers rôles de la saison 1 d'American Horror Story, puis elle confirme en tenant la vedette du drame musical Nashville (2012-2017) aux côtés d'Hayden Panettiere, qui lui vaut plusieurs citations lors des Primetime Emmy Awards, et avec le premier rôle féminin de la mini-série dramatique Dirty John (en) qui lui vaut une nomination pour le Golden Globe de la meilleure actrice dans une mini-série ou un téléfilm.

## Biographie

### Jeunesse et formation
Constance Elaine Womack naît le 6 mars 1967 à Boston, dans le Massachusetts.
Ses parents sont Linda Womack et le physicien Allan Womack. Elle a une sœur jumelle, Cynthia. 
En 1989, elle obtient son diplôme de Dartmouth et part vivre à New York et à Los Angeles. Pendant son temps libre, elle pratique la randonnée, le yoga et fait du travail bénévole. Bien que divorcée, elle se sert de son nom de femme mariée comme nom de scène.

### Vie privée
Elle a été mariée avec John Britton de 1991 à 1995.
En novembre 2011, elle adopte un petit garçon qu'elle nomme Eyob.

## Carrière

### Débuts etSpin City

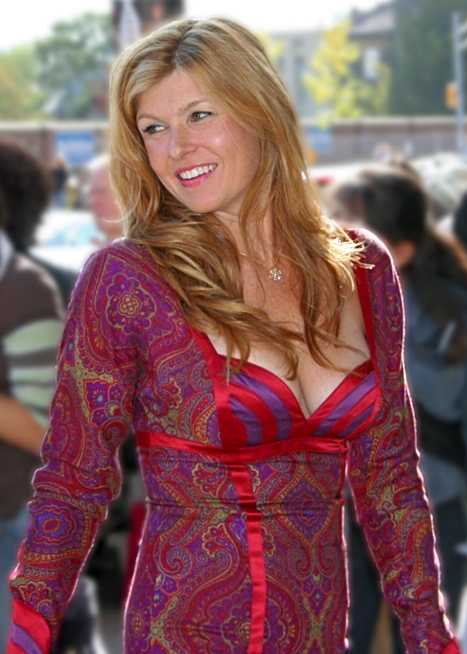
Au Festival International du Film de Toronto 2006.

Elle fait ses débuts au cinéma grâce au réalisateur Edward Burns qui la dirige dans Les Frères McMullen.  
L'année suivante, elle est révélée par la sitcom, Spin City. Elle y prête ses traits à la secrétaire Nikki Faber durant quatre saisons, aux côtés de Michael J. Fox. Plutôt rare au cinéma, elle retrouve Burns pour la comédie dramatique Quitte ou double, portée par Lauren Holly. Dans le même temps, elle joue des rôles de soutien dans deux téléfilms.  
À l'arrêt de Spin City, elle enchaîne les rôles récurrents dans des séries (Le Fugitif, À la Maison-Blanche...), elle est la vedette d'une production Disney, Shirley Temple : La Naissance d'une star tout en continuant à jouer les seconds rôles au cinéma.  
En 2003, elle est l'un des premiers rôles de la série dramatique Lost at Home aux côtés de Stark Sands et Leah Pipes, mais celle-ci est rapidement annulée. L'année d'après, elle tient un rôle dans le drame indépendant Friday Night Lights avec Billy Bob Thornton.  

### Friday Night Lightset révélation

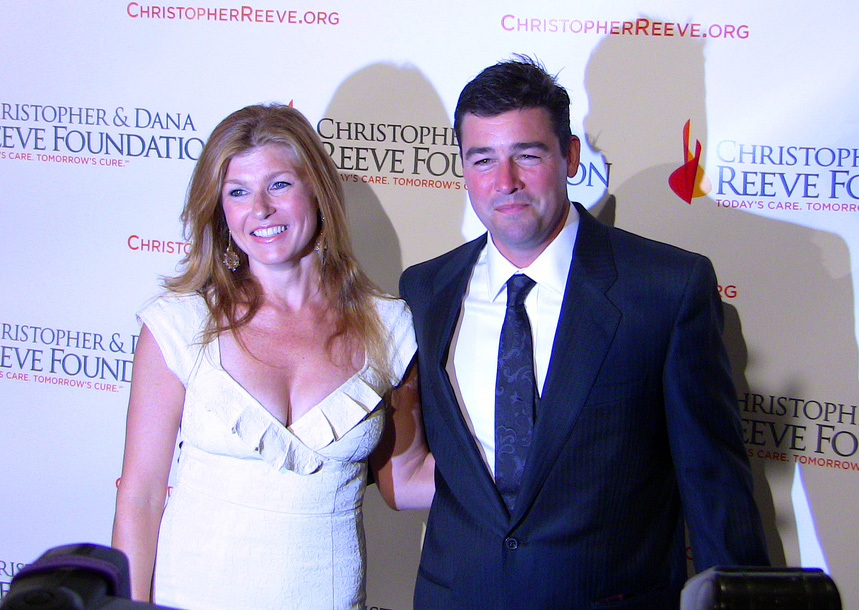
En compagnie de son partenaire de Friday Night Lights, Kyle Chandler, pour la promotion de la série, en 2008.

Alors qu'elle enchaîne avec un rôle récurrent dans la cinquième saison de 24 heures chrono, diffusée début 2006, elle se voit confier un rôle principal dans la série télévisée adaptée du film, Friday Night Lights. Elle forme, avec Kyle Chandler, le couple central de la série centrée sur les parcours de plusieurs adolescents. 
Bien que la série n'ait pas eu de large audience, elle a été un réel succès critique, saluée pour le portrait réaliste qu'elle fait de l'Amérique moyenne et pour la profondeur qu'elle a donné à ses personnages. La série a été récompensée par de nombreuses récompenses telles qu'un Peabody Award, un Humanitas Prize, un prix de la Television Critics Association ainsi que des Primetime Emmy Awards.
Sa performance, dans le rôle de Tami Taylor, lui vaut notamment deux nominations aux Emmy Awards. Elle remporte également un Gold Derby Awards et un Satellite Award de la meilleure actrice dans une série télévisée dramatique. 
Quand la série s'achève en 2011, elle a tenté quelques expériences au cinéma : en tête d'affiche du thriller d'horreur The Last Winter (2006), puis le thriller sexy Women in Trouble (2009), le remake Freddy, les Griffes de la Nuit (2010) et enfin la comédie romantique chorale Conception (2011).

### Télévision et tête d'affiche

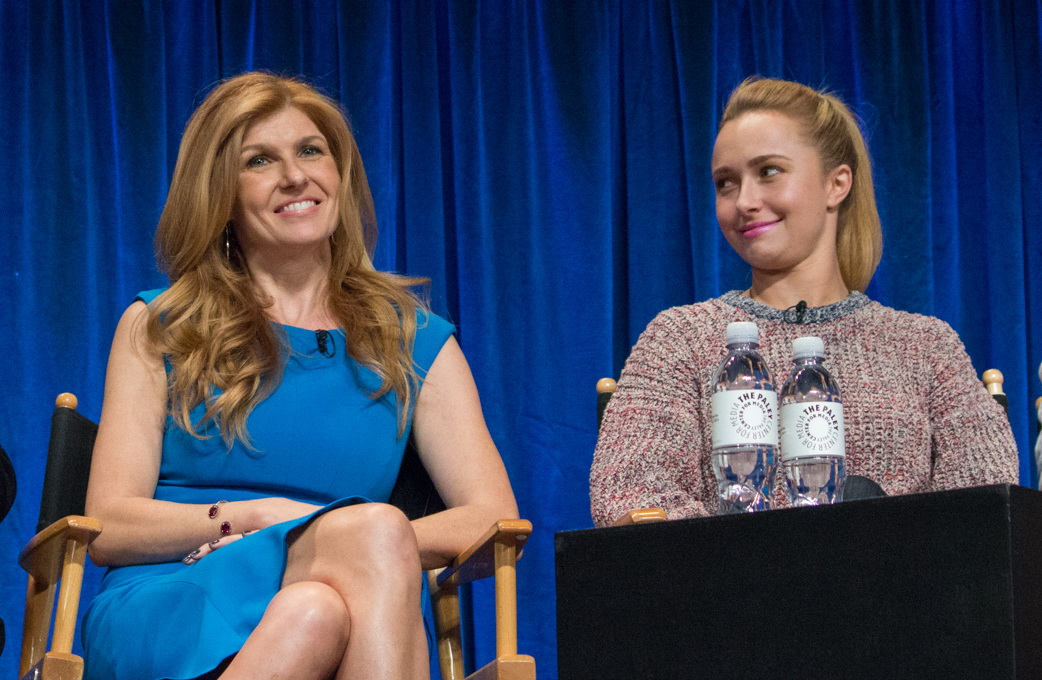
Avec Hayden Panettiere, au PaleyFest 2013, pour la promotion de Nashville.

Cette même année, elle joue dans la première saison de l'acclamé série horrifique American Horror Story. Alors que la distribution est intégralement renouvelée pour la seconde saison, l'actrice se voit confier un projet de série dramatique musicale, lancé à la rentrée 2012, Nashville. Cette série, dans laquelle elle est la vedette aux côtés d'Hayden Panettiere, également révélée à la télévision par une autre série, Heroes, lui permet de recevoir une nouvelle vague de citations au titre de meilleure actrice dans une série télévisée dramatique, notamment par les prestigieuses cérémonies des Golden Globes et des Primetime Emmy Awards. 
Le 2 avril 2014, elle devient Ambassadrice de bonne volonté du Programme des Nations unies pour le développement (PNUD), lors d’une cérémonie au siège de l’organisation, à New York. Parallèlement, elle a enchaîné les rôles secondaires au cinéma : Jusqu'à ce que la fin du monde nous sépare avec Steve Carell (2012), The Sex List portée par Aubrey Plaza (2013), la comédie chorale C'est ici que l'on se quitte donnant notamment la réplique à Jane Fonda, la comédie d'action American Ultra avec Kristen Stewart... 

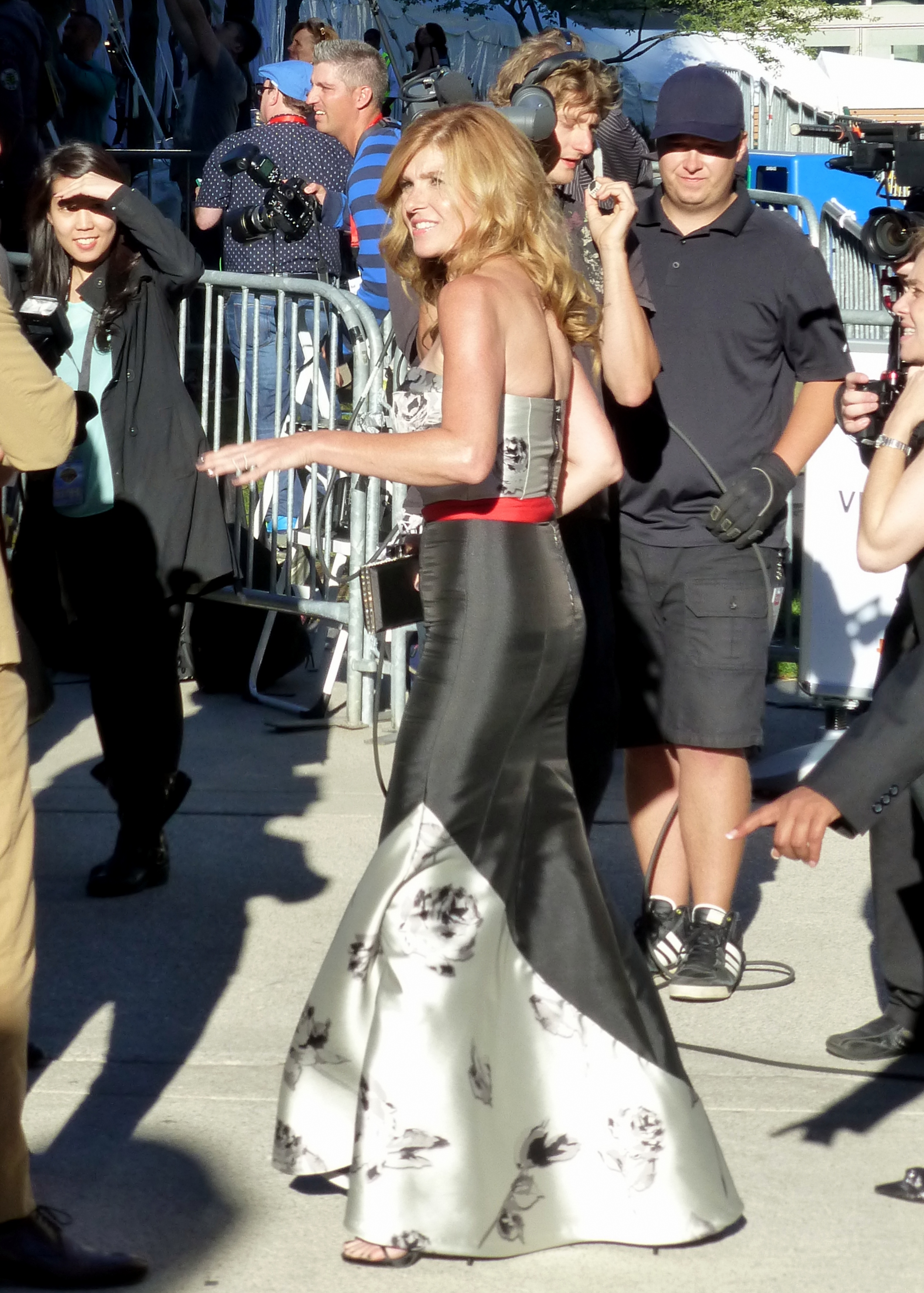
Lors de la première de C'est ici que l'on se quitte, au Festival international du film de Toronto 2014.

Les audiences de Nashville vont cependant baisser saison après saison, et alors que le programme est transféré sur une autre chaîne pour sa cinquième année, l'actrice fait le choix de partir. Après son départ, elle est à l'affiche de deux longs métrages : d'abord le drame biographique My Wonder Women d'Angela Robinson et la comédie Beatriz at Dinner secondant Salma Hayek. 
C'est encore à la télévision qu'elle participe à des projets plus exposés : Après un rôle de guest durant la première saison d'American Crime Story, ce qui lui permet de retravailler sous la direction de Ryan Murphy, elle s'invite sur le plateau de la série comique SMILF. 
Et c'est finalement grâce à Murphy qu'elle retrouve un rôle de premier plan en rejoignant Angela Bassett pour la distribution principale d'une nouvelle série dramatique et médicale, créée également par Brad Falchuk, 9-1-1. Un succès d'audiences, rapidement renouvelée pour une seconde saison. Cependant, l'actrice a souhaité signer pour une seule saison, et elle est donc remplacée par Jennifer Love Hewitt, laissant tout de même la possibilité aux scénaristes de faire réapparaître son personnage en tant que guest.  
Et c’est vers la série Dirty John qu’elle se tourne dans laquelle elle partage la vedette aux côtés d’Eric Bana. Mais avant cela, elle retrouve le personnage de Vivien Armon qui fait son retour pour la saison 8 d'American Horror Story. Son interprétation dans Dirty John est saluée et lui vaut une citation lors de la 76e cérémonie des Golden Globes dans la catégorie meilleure actrice dans une mini-série ou un téléfilm ainsi que lors des Critics' Choice Television Awards.    
En 2019, elle joue un second rôle dans le film salué Scandale avec Nicole Kidman, Charlize Theron et Margot Robbie. Puis, Britton signe un accord avec Amazon Studios afin de créer et développer des projets pour la plateforme de streaming.    
En 2020, elle rejoint le film biographique Good Joe Bell aux côtés de Mark Wahlberg. Produit par la société de production de Jake Gyllenhaal et par les scénaristes de Le Secret de Brokeback Mountain, le film retrace l'histoire vraie de Joe Bell dans son périple à travers les États-Unis avec son fils, Jadin.     

## Filmographie

### Cinéma
- 1995 : Les Frères McMullen d' Edward Burns : Molly McMullen
- 1998 : Quitte ou double  (No Looking Back) d'Edward Burns : Kelly
- 2001 : One Eyed King (en) de Bobby Moresco : Helen Reilly
- 2001 : The Next Big Thing de P.J. Posner : Kate Crowley
- 2004 : Looking for Kitty (en) d'Edward Burns : Marcie Petracelli
- 2004 : Friday Night Lights de Peter Berg : Sharon Gaines
- 2005 : Special Ed de Jeffrey Phelps : Abby
- 2005 : The Life Coach (es) de Josh Stolberg : Connie
- 2006 : The Lather Effect de Sarah Kelly : Valinda
- 2006 : The Last Winter de Larry Fessenden : Abby Sellers
- 2009 : Women in Trouble de Sebastian Gutierrez : Doris
- 2010 : Freddy - Les Griffes de la nuit de Samuel Bayer : Dr. Gwen Holbrook
- 2011 : Conception (en) de Josh Stolberg : Gloria
- 2012 : Jusqu'à ce que la fin du monde nous sépare de Lorene Scafaria : Diane
- 2012 : The Fitzgerald Family Christmas (en) d' Edward Burns : Nora
- 2013 : The Sex List de Maggie Carey : Ms. Klark
- 2013 : Angels Sing (en) de Tim McCanlies : Susan Walker
- 2014 : C'est ici que l'on se quitte (This Is Where I Leave You) de Shawn Levy : Tracy
- 2015 : American Ultra de Nima Nourizadeh : Victoria Lasseter
- 2015 : This Is Not a Love Story (Me and Earl and the Dying Girl) de Alfonso Gomez-Rejon : La mère de Greg
- 2017 : Beatriz at Dinner de Miguel Arteta : Kathy
- 2017 : My Wonder Women (Professor Marston and The Wonder Women) de Angela Robinson : Josette Frank
- 2018 : Au pays des habitudes (The Land of Steady Habits) de Nicole Holofcener : Barbara
- 2019 : Nevada (The Mustang) de Laure de Clermont-Tonnerre : La psychologue
- 2019 : Scandale (Bombshell)  de Jay Roach : Beth Ailes
- 2020 : Promising Young Woman d'Emerald Fennell : Dean Walker
- 2021 : Joe Bell (Good Joe Bell) de Reinaldo Marcus Green : Lola Bell
- 2022 : Luckiest Girl Alive
- 2024 : Winner de Susanna Fogel : Billie Winner

### Télévision

#### Séries télévisées
- 1995-1996 : Ellen : Heather
- 1996 - 2000 : Spin City : Nicole « Nikki » Catherine Farber
- 1998 : Love Therapy : Madeleine
- 2000 - 2001 : Le Fugitif (The Fugitive) : Maggie Kimble Hume
- 2001 : À la Maison-Blanche (The West Wing) : Connie Tate
- 2001 : The Fighting Fitzgeralds (en) : Sophie
- 2003 : Lost at Home (en) : Rachel Davis
- 2005 : La Vie comme elle est : Dianne
- 2006 : 24 heures chrono (24) : Diane Huxley
- 2006 - 2011 : Friday Night Lights : Tami Taylor
- 2011 / 2018 : American Horror Story : Vivien Harmon
- 2012 - 2017 : Nashville : Rayna Jaymes (également productrice)
- 2013 : Drunk History : Patricia Shaheen
- 2014 : Les Griffin (Family Guy): elle-même (voix)
- 2016 : American Crime Story - The People v. O.J. Simpson : Faye Resnick
- 2017 : American Dad! : Connie (voix)
- 2017 - 2019 : SMILF : Ally
- 2018 - 2019 : Dirty John : Debra Newell (également productrice exécutive)
- 2018 / 2020 : 9-1-1 : Abby Clark
- 2021 : The White Lotus : Nicole Mossbacher
- 2023 : Dear Edward
- 2025 : Zero Day de Lesli Linka Glatter : Valerie Whitesell
- 2025 : Overcompensating : Kathryn

#### Téléfilms
- 1995 : Pins and Needles de Tom Cherones : Cammie Barbash
- 1996 : L'affaire Samsara de Brian Trenchard-Smith : Leslie Bullard
- 2001 : Shirley Temple : La Naissance d'une star (Child Star : The Shirley Temple Story) de Nadia Tass : Gertrude Temple

#### Clips vidéo
- 2016 : #WHERESTHELOVE de The Black Eyed Peas

## Voix françaises
En version française, Emmanuèle Bondeville et Juliette Degenne sont les voix régulières de Connie Britton.
En France
| - Emmanuèle Bondeville dans : - Friday Night Lights (série télévisée) - American Horror Story (série télévisée) - Nashville (série télévisée) - American Crime Story (série télévisée) - SMILF (série télévisée) - 9-1-1 (série télévisée) - Promising Young Woman - Zero Day (mini-série) - Juliette Degenne dans : - Jusqu'à ce que la fin du monde nous sépare - Angels Sing - American Ultra - En bref (voix, documentaire) - Breaking (en) - N'oublie pas de vivre (série télévisée) - Demain est un autre jour | - Rafaèle Moutier dans : - Freddy : Les Griffes de la nuit - C'est ici que l'on se quitte - Dirty John (en) (série télévisée) Et aussi - Corinne Le Poulain dans Spin City (série télévisée) - Carole Gioan dans À la Maison-Blanche (série télévisée) - Nathalie Hugo dans The Last Winter - Déborah Perret dans 24 Heures chrono (série télévisée) - Lydia Cherton dans Women in Trouble - Anne Rondeleux dans This Is Not a Love Story - Dominique Lelong dans Au pays des habitudes - Nathalie Homs dans Luckiest Girl Alive - Myrtille Bakouche dans Retour clandestin |

## Distinctions

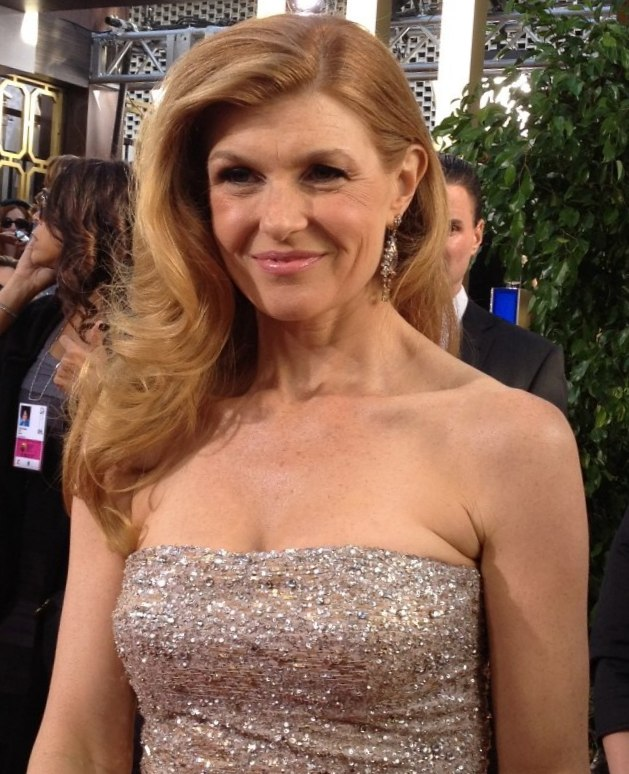
L'actrice nommée pour le Golden Globe de la meilleure actrice dans une série télévisée dramatique, en 2013.

Sauf indication contraire ou complémentaire, les informations mentionnées dans cette section proviennent de la base de données IMDb.

### Récompenses
- Gold Derby Awards 2010 : meilleure actrice dans une série télévisée dramatique pour Friday Night Lights
- Satellite Awards 2010 : meilleure actrice dans une série télévisée dramatique pour Friday Night Lights

### Nominations
- Gold Derby Awards 2007 : 
  - meilleure actrice dans une série télévisée dramatique pour Friday Night Lights
  - meilleure distribution pour une série télévisée dans Friday Night Lights
- Gotham Award 2007 : meilleure distribution pour The Last Winter
- Television Critics Association Awards 2007 : meilleure actrice dans une série télévisée dramatique pour Friday Night Lights
- Television Critics Association Awards 2008 : meilleure actrice dans une série télévisée dramatique pour Friday Night Lights
- Gold Derby Awards 2010 : meilleure distribution pour une série télévisée dans Friday Night Lights
- Online Film & Television Association 2010 : meilleure actrice dans une série télévisée dramatique pour Friday Night Lights
- Primetime Emmy Awards 2010 : meilleure actrice dans une série télévisée dramatique pour Friday Night Lights
- Critics' Choice Television Awards 2011 : meilleure actrice dans une série télévisée dramatique pour Nashville
- Gold Derby Awards 2011 : meilleure actrice dans une série télévisée dramatique pour Friday Night Lights
- IGN Summer Movie Awards 2011 : meilleure actrice de série télé pour Friday Night Lights
- Online Film & Television Association 2011 : meilleure actrice dans une série télévisée dramatique pour Friday Night Lights
- Primetime Emmy Awards 2011 : meilleure actrice dans une série télévisée dramatique pour Friday Night Lights
- Satellite Awards 2011 : meilleure actrice dans une série télévisée dramatique pour Friday Night Lights
- Gold Derby Awards 2012 : meilleure actrice dans mini-série ou un téléfilm pour American Horror Story
- Satellite Awards 2012 : meilleure actrice dans une série télévisée dramatique pour Nashville
- Golden Globes 2013 : meilleure actrice dans une série télévisée dramatique pour Nashville
- Primetime Emmy Awards 2013 : meilleure actrice dans une série télévisée dramatique pour Nashville
- TV Guide Awards 2013 : actrice préférée pour Nashville
- Women's Image Network Awards 2013 : meilleure actrice dans une série télévisée dramatique pour Nashville
- Critics' Choice Television Awards 2019 : meilleure actrice dans une mini-série ou un téléfilm pour Dirty John
- Golden Globes 2019 : meilleure actrice dans une mini-série ou un téléfilm pour Dirty John
- Screen Actors Guild Awards 2020 : meilleure distribution pour Scandale